# Lars Heineman
Lars Heineman (n. Degerfors, 16 de febrero de 1943) es un exfutbolista sueco que jugaba en la demarcación de delantero.

## Biografía
Debutó como futbolista en 1961 con el Degerfors IF. Dos años después de su debut, ayudó al equipo a quedar subcampeón de la Allsvenskan, tras ser el máximo goleador de la Allsvenskan. En 1965 fichó por el IF Elfsborg por dos temporadas. En 1968 viajó a los Estados Unidos para jugar en el Detroit Cougars y en el Washington Whips. En 1970 volvió a Suecia para jugar en el KB Karlskoga FF, donde se retiró un año después. En 1976, el club que le vio debutar le fichó para ganar algún título, pero finalmente no se produjo.

## Selección nacional
Jugó un total de dos partidos con la selección de fútbol de Suecia. Debutó el 4 de mayo de 1963 en un partido de clasificación para los Juegos Olímpicos de 1964 contra Hungría. Su segundo y último partido se disputó el 14 de agosto de 1963 en un partido de campeonato nórdico de fútbol contra Noruega.

## Clubes
| Club             | País           | Año         | Partidos | Goles |
| ---------------- | -------------- | ----------- | -------- | ----- |
| Degerfors IF     | Suecia         | 1961 - 1964 | 44       | 29    |
| IF Elfsborg      | Suecia         | 1965 - 1967 | 51       | 28    |
| Detroit Cougars  | Estados Unidos | 1968        | 9        | 5     |
| Washington Whips | Estados Unidos | 1968        | 12       | 9     |
| KB Karlskoga FF  | Suecia         | 1970 - 1971 | ¿?       | 23    |
| Degerfors IF     | Suecia         | 1976        | ¿?       | ¿?    |

## Palmarés

### Distinciones individuales
| Título                            | Club       | País   | Año  |
| --------------------------------- | ---------- | ------ | ---- |
| Máximo goleador de la Allsvenskan | Örgryte IS | Suecia | 1963 |